# Rytigynia gracilipetiolata
Rytigynia gracilipetiolata är en måreväxtart som först beskrevs av De Wild., och fick sitt nu gällande namn av Robyns. Rytigynia gracilipetiolata ingår i släktet Rytigynia och familjen måreväxter. Inga underarter finns listade i Catalogue of Life.